# 미야촌 (와카야마현)
미야촌(宮村)은 와카야마현 북부, 가이소군에 속해있던 촌이다. 현재의 와카야마시 중심부, 와카야마역의 동쪽일대에 해당한다.

## 역사
- 1889년 4월 1일 - 정촌제 시행과 함께 나구사군 미야촌이 성립하였다.
- 1896년 4월 1일 - 군 통합에 의해 가이소군에 소속되었다.
- 1927년 4월 1일 - 와카야마시에 편입해, 동일 미야촌은 폐지되었다.

## 교통

### 철도
- 철도성
  - 기세이 본선
- 산도 경편철도
  - 산도 경편철도선 (현 와카야마 전철 기시가와선

## 참고문헌
- 角川日本地名大辞典 30 和歌山県